# ギャン・ライリー
ギャン・ライリー（Gyan Riley、1977年生まれ）は、アメリカのギタリストにして作曲家。ミニマリストの作曲家、テリー・ライリーの息子である。2016年9月のヨーロッパ・ツアーをはじめ、親子で頻繁にコラボレーションを行っている。ギャン・ライリーは、サンフランシスコ音楽院で音楽を学んだ。2013年にソロ・アルバム『Stream of Gratitude』をジョン・ゾーンのツァディクからリリースした。ザキール・フセイン、ドーン・アップショウ、サンフランシスコ交響楽団とはよく共演している。2015年、チェコのヴァイオリン奏者、イヴァ・ビトヴァらとのコラボレーションであるEviyanのアルバム『Nayive』をリリースした。

## ディスコグラフィ

### ソロ・アルバム
- Food For The Bearded (2002年、New Albion)
- Melismantra (2007年)
- New York Sessions (2010年) ※ギャン・ライリー・トリオ名義
- Stream Of Gratitude (2011年、ツァディク)
- Live (2011年、Sri Moonshine Music) ※Terry Riley &  Gyan Riley名義
- Dark Queen Mantra (2017年、Sono Luminus)
- Sprig (2018年、National Sawdust Tracks)[6]

### Eviyan
- Eviyan Live (2013年、Les Disques Victo)
- Nayive (2015年、Animal Music)[7]

### The Rileys
- Way Out Yonder (2018年、Sri Moonshine Music)